# Parcul Natural Alvão
Parcul Natural Alvão (în portugheză Parque Natural do Alvão) este o arie protejată fondată în 1983 și situată în municipalitățile Mondim de Basto⁠(d) și Vila Real, în subregiunile Tâmega și Douro din nordul Portugaliei. Deși este cel mai mic dintre parcurile naturale din Portugalia, acesta se întinde pe 72,2 de kilometri pătrați de teren montan, fiind populat de aproximativ 700 de localnici.

## Istoric
Parcul a fost creat pe data de 8 iunie 1983 în temeiul decretului-lege 237/83 ca parc natural clasificat.
Pentru a sprijini conservarea naturii, o rezoluție a Consiliului de Miniștri (142/97), din 28 august 1997, a integrat Alvão într-o zonă mai largă de clasificare în conformitate cu denumirea Uniunii Europene Natura 2000: Sítio Alvão-Marão como (Sítio TCON0003 - Alvão-Marão). În cadrul acestei decizii au fost incluse directive comunitare, precum cele pentru speciile de păsări (79/409/CEE, 2 aprilie) și habitate (92/43/CEE, 21 mai), pentru a contribui la conservarea habitatelor și speciilor de floră și faună considerate amenințate în Uniunea Europeană.

## Geografie

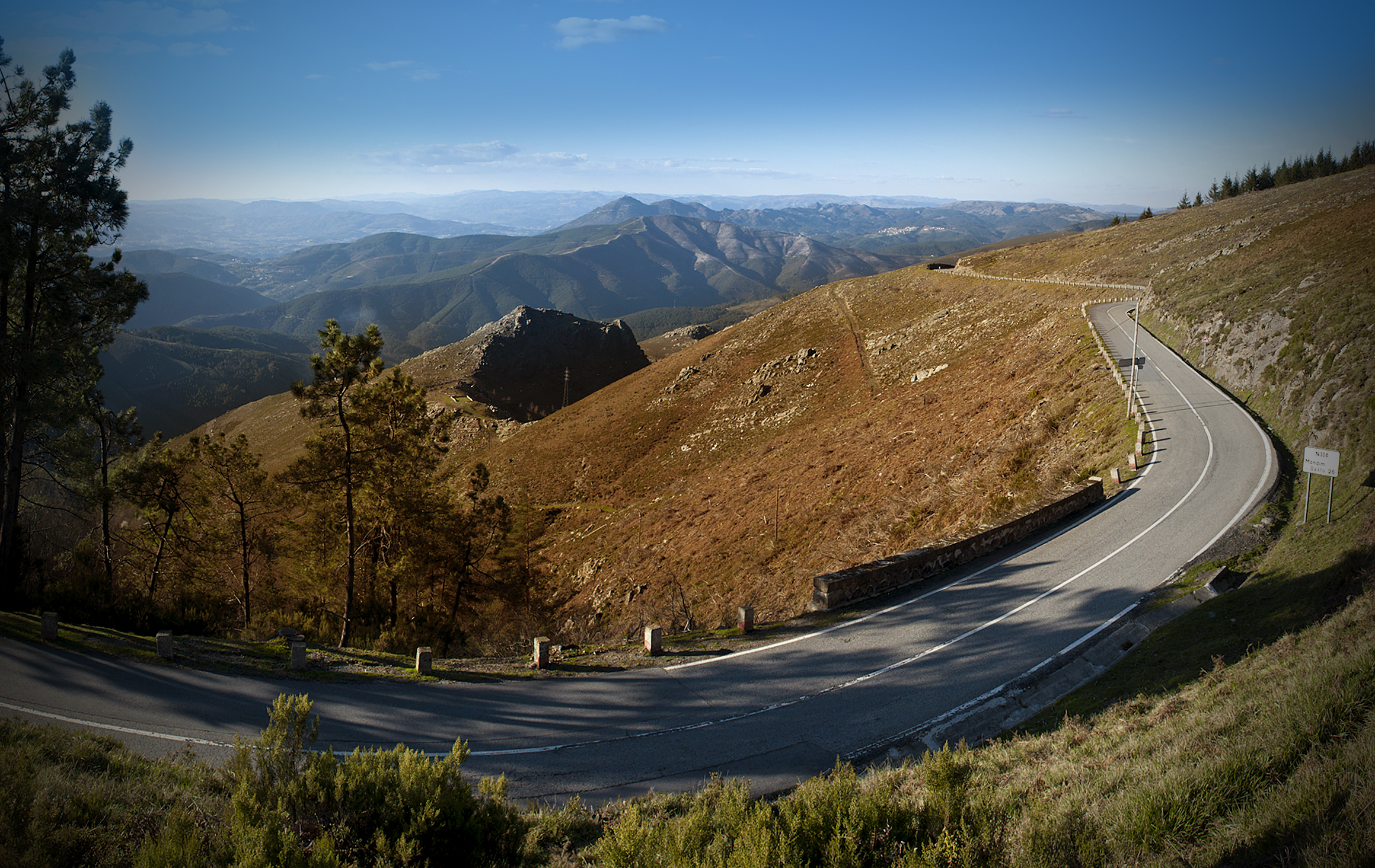
Vedere asupra lanțului muntos

Parcul este situat în provinciile Trás-os-Montes și Alto Douro, în districtul Vila Real, împărțit între municipalitățile Vila Real (parohiile Borbela, Lamas de Olo și Vila Marim) și Mondim de Basto⁠(d) (parohiile Ermelo și Bilhó). Ocupă o suprafață de 72,2 de kilometri pătrați.
Cel mai înalt vârf din parcul natural este Caravelas, care măsoară 1.339 de metri deasupra nivelului mării, iar cel mai de jos punct este Lousa, de-a lungul râului Olo, la aproximativ 260 de metri deasupra nivelului mării. Există astfel o diferență altitudinală de 1.079 m, iar parcul este împărțit în două zone: o zonă înaltă de-a lungul bazinului hidrografic Rio Olo, care corespunde în cea mai mare parte parohiei Lamas de Olo, și o zonă joasă, care include Ribeira de Fervença și bazinul hidrografic Olo din parohia Ermelo. Tranziția dintre cele două este marcată de o scădere bruscă asociată cu cascada Fisgas.

### Geografie fizică

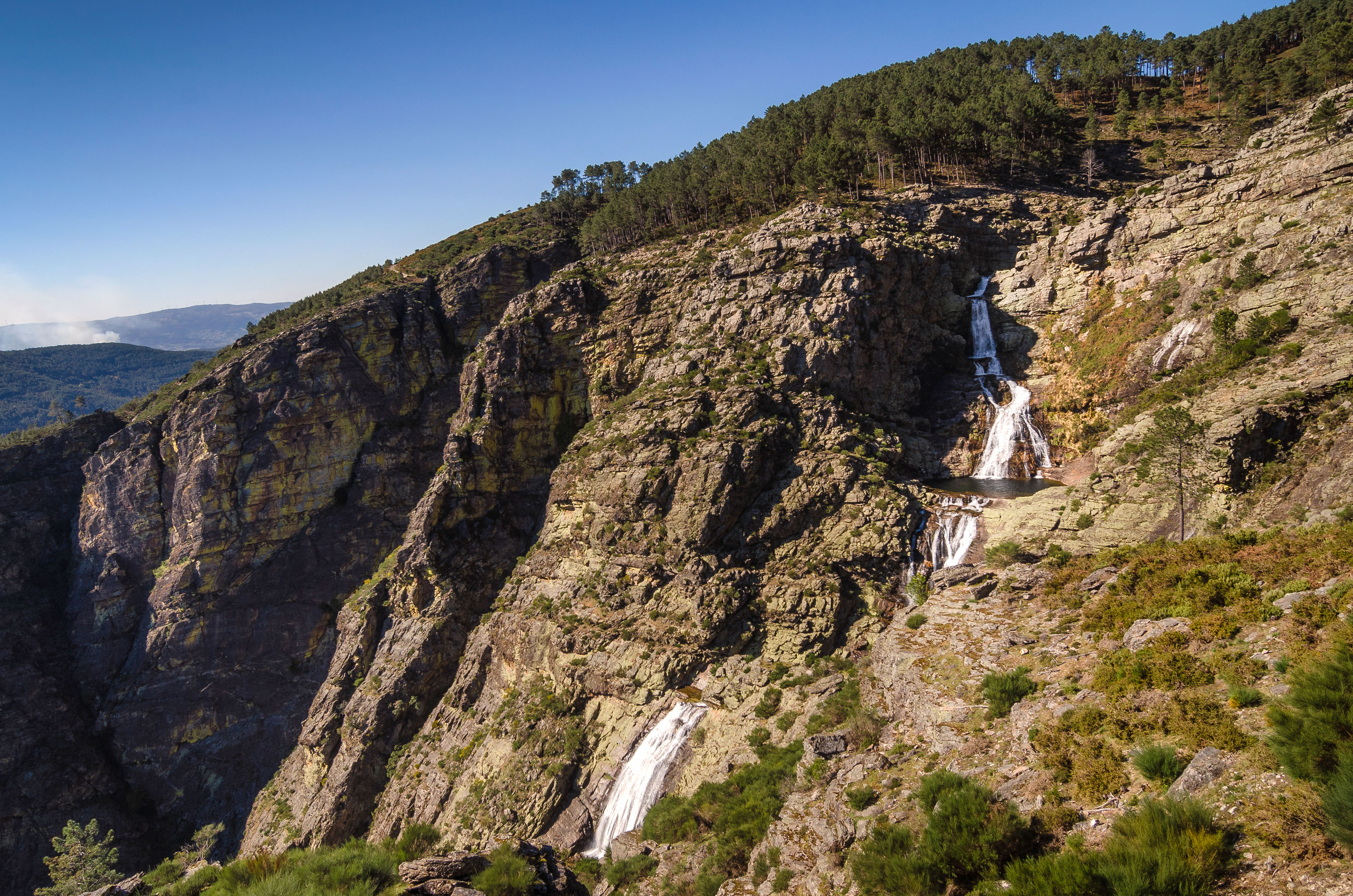
Fisgas de Ermelo, una dintre cascadele parcului

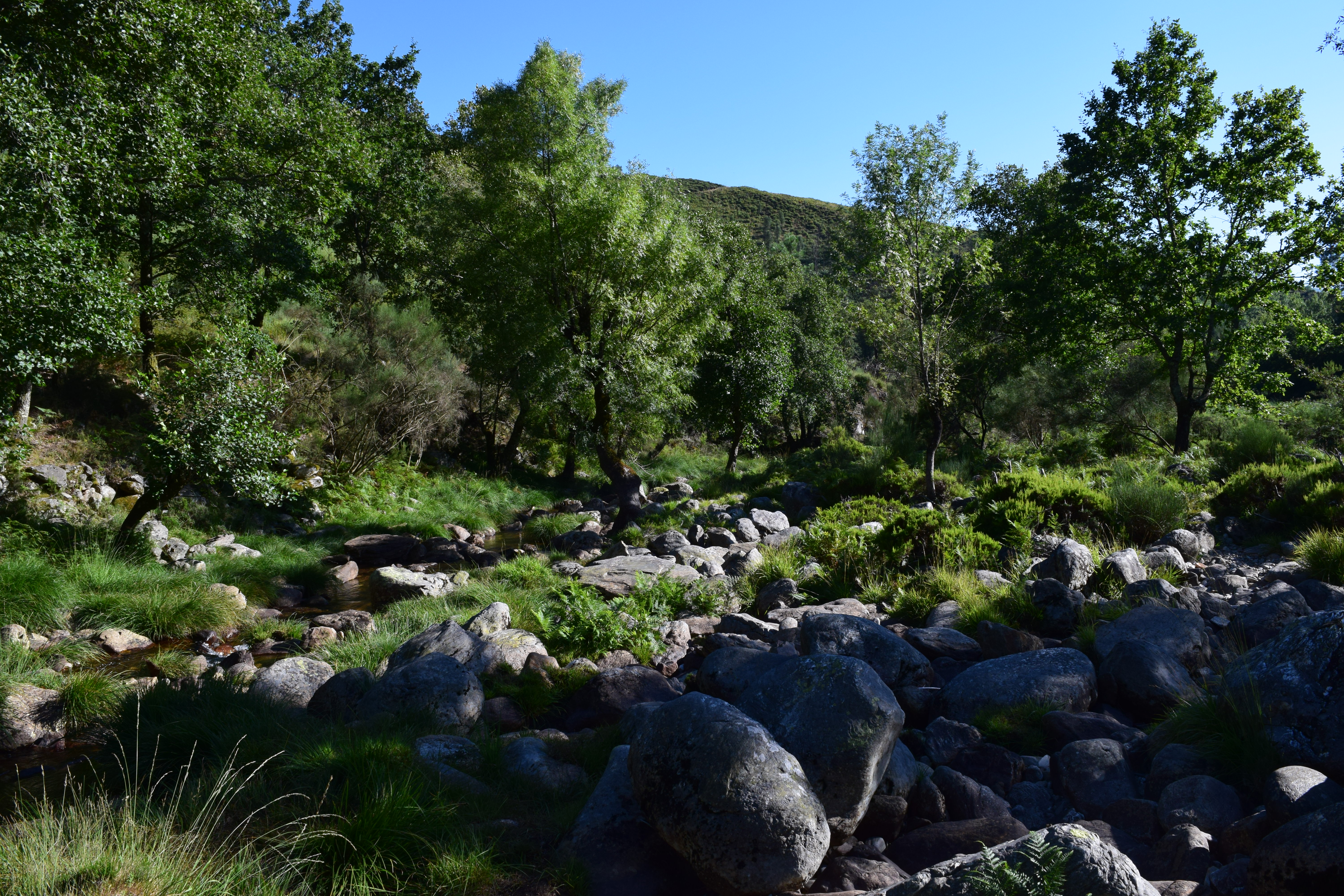
Marginile stâncoase ale râului Olo din zona bazală din parcul natural

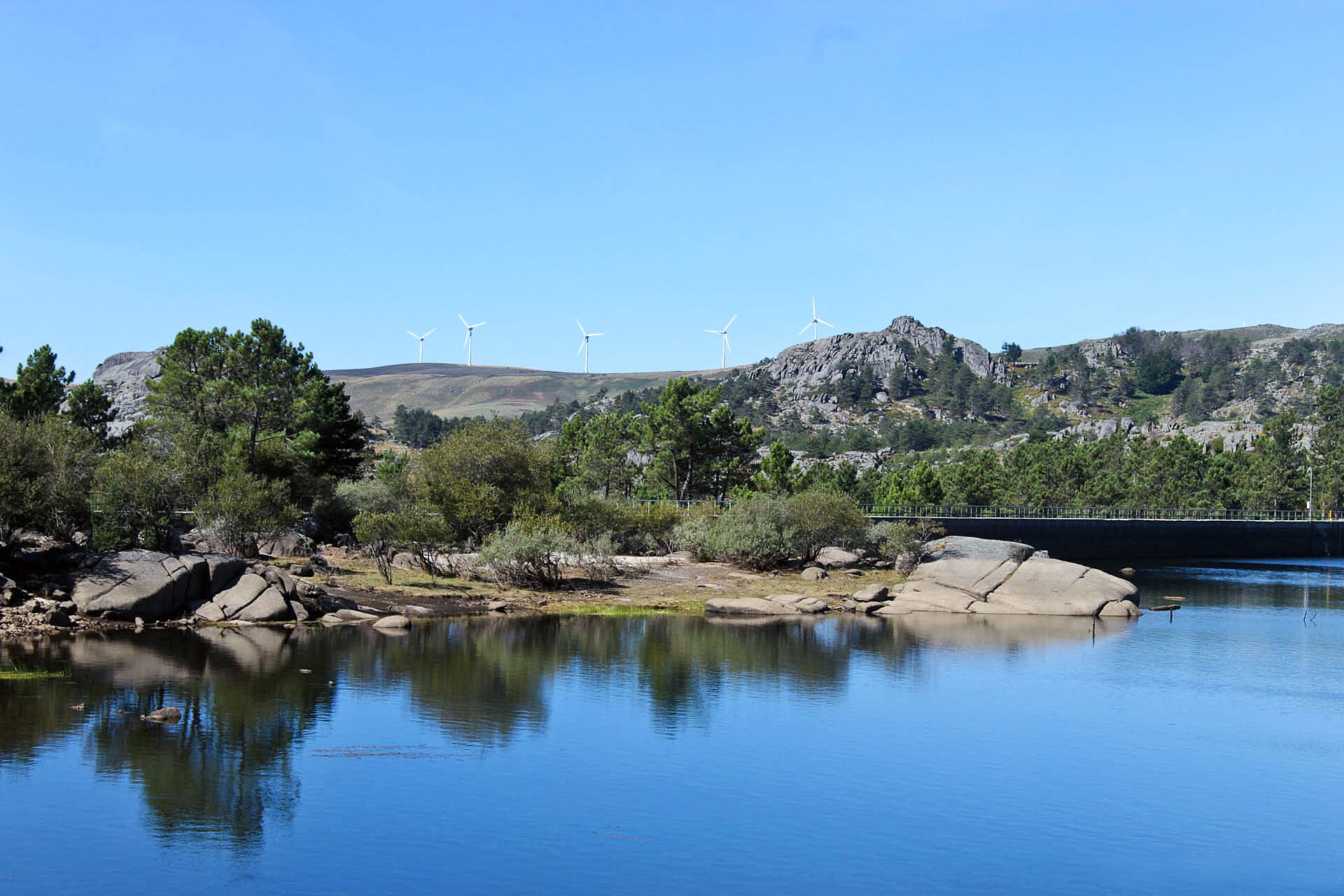
Vedere de la barajul Cimeira

La fel ca o mare parte a regiunii Transmontana, PNAL este situat în Maciço Antigo (Masivul Antic), în subregiunea Galiza-Trás-os-Montes, o unitate geomorfologică de rocă magmatică și metamorfă formată din mișcările hercinotipice care orientează primele grupuri de-a lungul unei axe nord-est - sud-vest. Însoțind aceste mișcări au fost mari expansiuni de magmă granitică și eroziune secundară prelungită, rezultând în stânci sedimentare și lanțuri montane neaccentuate. O fază terțiară, în zonele ridicate, a dus la fracturi pe axa dominantă nord-est - sud-vest, rezultând într-o variație a reliefului cauzată de rezistența diferită a rocii.
Zona este caracterizată de o regiune geologică dihotomică, împărțită după tipurile de roci de șist și granit.
Zona superioară este dominată de formațiuni de granit recente rezultate din mișcări hercinotipice profunde, post-tectonice, crustale, cum este granitul din jurul Lamas de Olo. Această piatră este în mod obișnuit un granit aspru, biotitic, porfiric, dar există buzunare de granodiorit mediu, alb, igneu și mediu până la fin, care domină parohia Vila Marim, marcată de caos granítico (haos granitic). În nord sunt formațiuni geologice tipice reprezentative pentru PNAL, Maciço Compósito (Masivul compozit) din Vila Real, care include cea mai mare parte a masivului care se întinde de la Freixo de Espada à Cinta până la Serra da Cabreira. Acestea fac parte din mișcările hercinotipice mezo-crustale. Roca sin-tectonică F3, marcată de petice de mică (de la mediu la mare) cu megacristale rare, petice de mică fină și petice de granit porfiric și mică (de la mediu la mare). În vest se află caos granítico care aparține Cambrianului mediu și superior. Formação de Desejosa (Formațiunea Desejosa), asociată cu Douro, este constituită dintr-un grup de filit alternativ gri și negru, cu niveluri de roci sedimentare. Există, de asemenea, o falie andaluzită la vârful Caravelas, în zona Muas și cascada Moinho de Galegos da Serra.
Zona bazală este dominată de o formațiune sedimentară paleozoică. Formação de Santos (Formațiunea Santos) cu filit alternat cu șisturi gri evoluează în filit și alte roci sedimentare din Devonianul timpuriu, iar Formação de Campanhó (Formațiunea Camponhó) cuprinde șisturi de carbon, cu niveluri abundente de șist sedimentar din Silurianul târziu. Formação de Pardelhas (Formațiunea Pardelhas) aparține Ordovicianului de mijloc și este format din ardezie, șisturi grafitico-filitice, șisturi keratolitice, filit gri. Această formațiune este asociată cu o tranziție între litologiile opuse (zonele superioare și bazale), producând o geomorfologie unică a unui peisaj înalt și o geologie de interes. Cascadele de-a lungul râului Olo, printre care Fisgas de Ermelo, s-au format într-o zonă de cuarțit armorican, aparținând Lanvirniano-arenigianului din Ordovicianul timpuriu, compusă din cuarțit, sedimente și filit amestecat cu niveluri de fier, cuarțit impur, filite gri-negre și cuarțit fin, în terase deschise orientate spre sud-vest, de-a lungul râului. De la o înălțime de 800 de metri, râul coboară de-a lungul diferitelor cascade la 250 de metri înălțime, de-a lungul unui curs de 1.500 de metri. Aparținând geologiei perioadei Venloquian-Landeilian, apare o unitate de argilă minerală și corneene carbonoase în partea superioară a Lamas de Olo și Alvadia. Zona Lamas este, de asemenea, acoperită de mici depozite aluvionare și petice asemănătoare argilei de-a lungul văii, caracteristice albiilor râurilor care se alătură grabenului din Tãmega și Vale da Campeã.

### Climat
Parcul are un climat temperat atlantic și caracteristici mediteraneene. Vârfurile râului Olo sunt influențate de mase de aer maritime care se ridică peste granița estică a parcului. Acest lucru duce la precipitații abundente în lunile de iarnă. Aceste luni sunt reci și ploioase, cu averse frecvente de zăpadă la altitudini mari, în timp ce vara este uscat și cald. Cele mai multe ploi apar în lunile mai reci, în timp ce în perioadele uscate sunt precipitații reduse sau concentrate într-o lună. Variația în pantă permite un microclimat divers, cu vegetație diferită între altitudini mari și mici. Combinația dintre condițiile microclimatice și precipitațiile a dus la un peisaj luxuriant.

### Biom

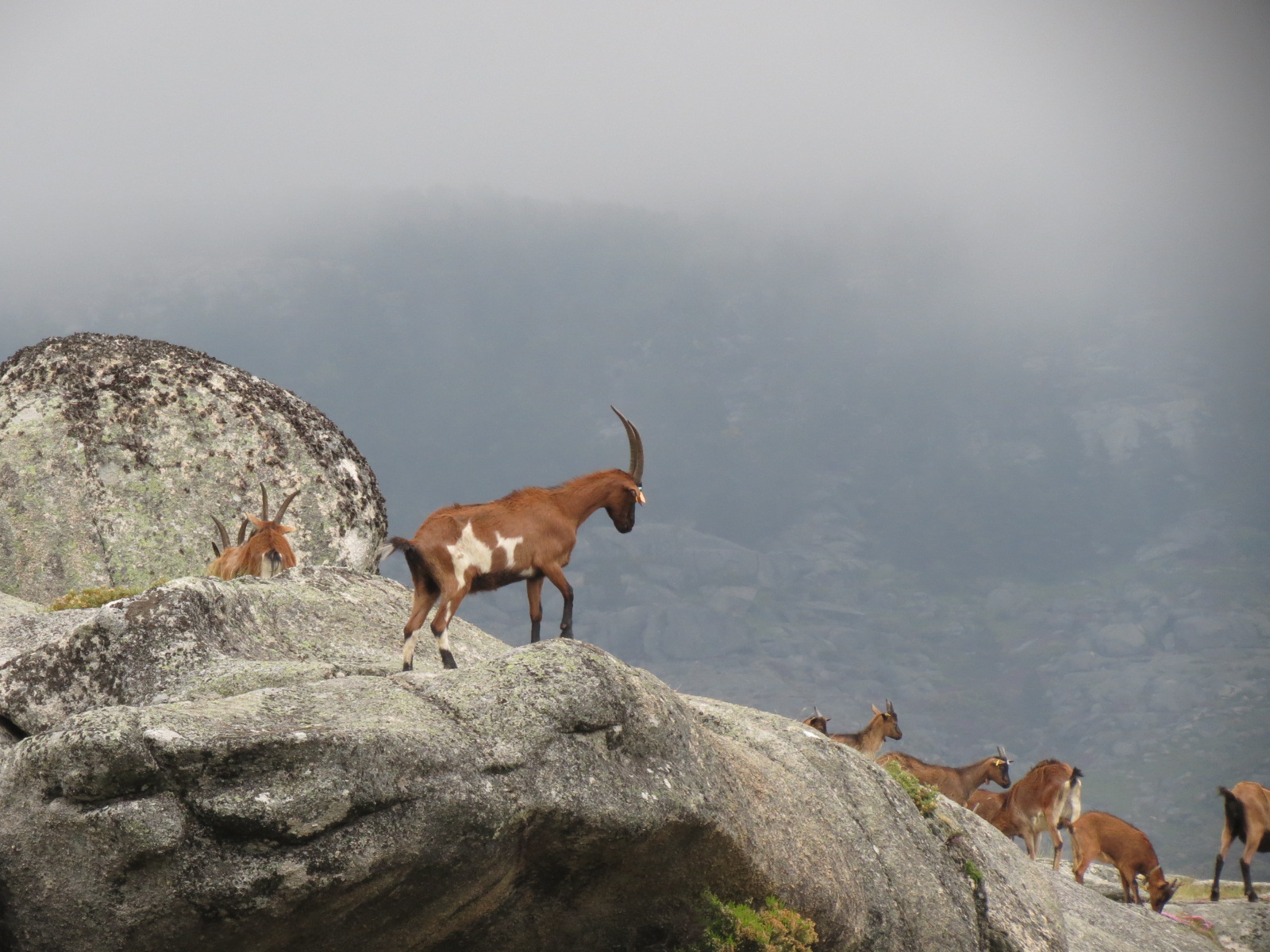
Capre de munte de-a lungul vârfurilor de deal stâncoase din parc

Stejarii domină majoritatea zonelor înalte, în special de-a lungul malurilor râului, împreună cu specii de alun comun (Corylus avellana), Ilex aquifolium⁠(d), castan și laur, formând păduri mixte care includ plante rare precum roua cerului (Drosera rotundifolia), o specie de plantă carnivoră găsită pe terenurile umede de-a lungul malului râului.
Râul Olo este bogat în păstrăv și este populat de vidra eurasiatică (Lutra lutra).
În toată regiunea, populațiile de păsări sunt diverse și includ cuiburi de acvile de munte. Populațiile de mamifere sunt marcate de prezența mistrețului (Sus scrofa), căprioare (Capreolus capreolus), viezure (Meles meles), iepure de Granada (Lepus granatensis) și iepure de vizuină (Oryctolagus cuniculus).
Printre reptilele din zonă se numără șopârla de smarald iberică (Lacerta schreiberi) și vipera Latastei (Vipera latastei).

### Geografie umană

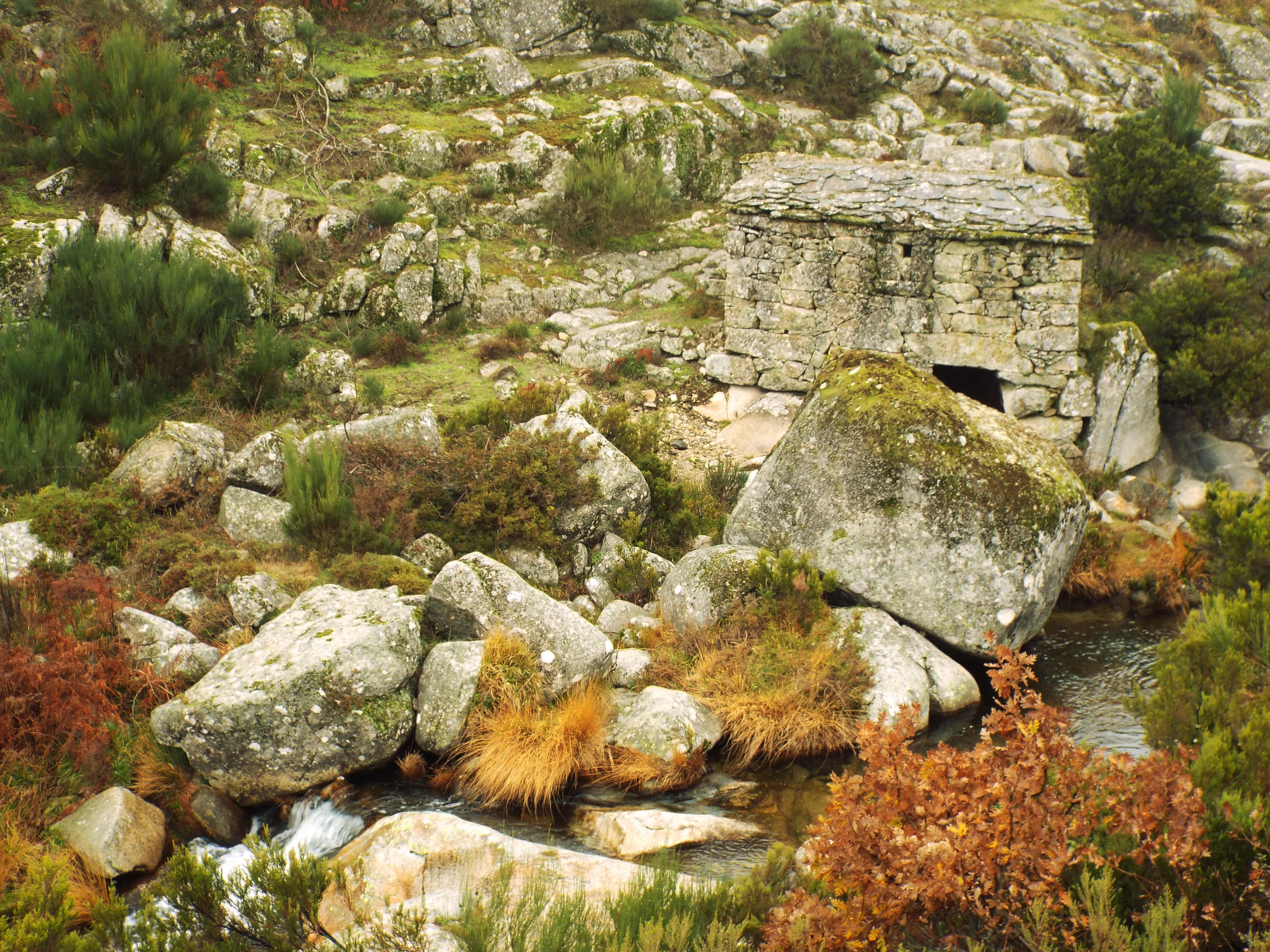
O moară de apă abandonată în Alvão

Arhitectura tradițională a regiunii este un stil montan distinct, în special în Ermelo și Lamas de Olo, influențat de natura sociologică și artizanală a peisajului, sau în Fervença, influențat de necesitatea agrară de-a lungul unui peisaj terasat.